# 마쓰다이라 나가카쓰
마쓰다이라 나가카쓰(일본어: 松平長勝, ? ~ 1493년)는 센고쿠 시대에 활약한 무장으로, 마쓰다이라 향 마쓰다이라 가의 3대 당주 마쓰다이라 노부히로의 장남이며, 4대 당주가 된다. 본가의 4대 당주 지카타다를 따라 활약했지만, 1493년(메이오 2년)에 데라베(寺部)ㆍ이보(伊保)ㆍ고로모(挙母)ㆍ우에노(上野)의 토호들과 이다노(井田野)에서 싸우다가 전사했다.
| 전임 마쓰다이라 노부히로 | 제4대 마쓰다이라 향 마쓰다이라 가 당주 | 후임 마쓰다이라 가쓰시게 |